# Saint-Omer-Capelle
Saint-Omer-Capelle è un comune francese di 1 101 abitanti situato nel dipartimento del Passo di Calais nella regione dell'Alta Francia.

## Società

### Evoluzione demografica
Abitanti censiti